# Hunan Billows
El Hunan Billows (en chino tradicional, 湖南湘濤; en chino simplificado, 湖南湘涛; pinyin, Húnán Xiāngtāo) es un equipo de fútbol de China que juega en la Segunda Liga China, la tercera división de fútbol en el país.

## Historia
Fue fundado el 15 de enero de 2004 en la ciudad de Yiyang en la provincia de Hunan con el nombre Hunan Xiangjun por la Hunan Provincial Sports Bureau y la compañía de producción tecnológica Hunan Corun New Energy co. ltd..
El club inició en la Primera Liga China en la temporada 2004, en la cual descendieron de categoría y empezaron a tener serios problemas financieros, los cuales hicieron que los aficionados del equipo realizaran una colecta para recaudar 3 millones de yuanes para salvar al equipo, el cual es el único que representa a la provincia de Hunan.
El 26 de diciembre de 2006 el club es refundado con el nombre Hunan Xiangtao por la Hunan Provincial Sports Bureau y teniendo como sede el reconstruido Hunan Provincial People's Stadium con capacidad para 6,000 espectadores. Un año después, el club adoptó su nombre actual.

## Palmarés
- China League Two (1):  2009

## Jugadores

### Jugadores destacados
- Emil Martínez
- Erick Norales
- Dong Fangzhuo
- Toto Tamuz
- 🇭🇳 Astor Henríquez

## Entrenadores
| - Zhu Bo (enero de 2004 – abril de 2005) - Miloš Hrstić (abril de 2005) - Li Hui (abril de 2005–junio de 2005) - Wang Tao (junio de 2005–diciembre de 2006) - Li Kejia (diciembre de 2006 – 2008) - Men Wenfeng (2009) - Zhao Faqing (2009–diciembre de 2009) - Miloš Hrstić (diciembre de 2009 – noviembre de 2011) - Zhang Xu (noviembre de 2011 – diciembre de 2012) - Dražen Besek (diciembre de 2012 – julio de 2013) | - Huang Cheng (interino) (julio de 2013 – noviembre de 2014) - Aleksandar Stankov (noviembre de 2014 – mayo de 2015) - Zhang Xu (interino) (mayo de 2015 – agosto de 2015) - Žikica Tasevski (agosto de 2015 – noviembre de 2015) - Tomaž Kavčič (noviembre de 2015 – mayo de 2016) - Huang Xiangdong (interino) (mayo de 2016 –) |